# Bidê ou Balde
Bidê ou Balde est un groupe brésilien de rock, originaire de Porto Alegre, Rio Grande do Sul. Il est composé de Carlinhos Carneiro (chant), Vivi Peçaibes (chant et clavier), Leandro Sá (guitare et chœurs) et Rodrigo Pilla (guitare et chœurs).

## Histoire
Lorsque l'entourage du groupe lui demande d'où vient son nom, le groupe donne à chaque fois une réponse différente. En 1999, le groupe sort son premier single, Melissa. En 2000, ils sortent leur premier album, intitulé Se Sexo é o Que Importa, Só o Rock é Sobre Amor! En 2001, le groupe remporte le prix de la meilleure révélation aux MTV Brasil Awards, se plaçant ainsi devant Falamansa. 
En octobre 2010, ils sortent des morceaux inédits après six ans : Me deixa desafinar et Tudo é preza. En 2012, ils sortent Eles São Assim. E Assim Por Diante et pour le faire connaître, ils publient un clip des paroles du morceau +Q1Amigo. Le clip de la chanson Lucinha suit,. En octobre 2015, ils sortent Gilgongo ! ou, a Última Transmissão da Rádio Ducher, qui comprend des apparitions spéciales de Franny Glass, Renato Borghetti, Rafuagi, Edu K, Pedro Dom et Plato Divorak, ainsi qu'un clip vidéo pour la chanson Lucinha.
Sur les deux derniers albums publiés par Bidê ou Balde, le groupe rend hommage à l'une de ses grandes influences littéraires, l'écrivain américain Kurt Vonnegut, auteur de livres tels que Matadouro 5 et Café da Manhã dos Campeões. 

## Membres

### Membres actuels
- Carlinhos Carneiro – chant
- Vivi Peçaibes – chant, clavier
- Leandro Sá – guitare, chœurs
- Rodrigo Pilla – guitare, chœurs

### Musiciens invités
- Lucas Rafael Juswiak – basse
- Guilherme Schwertner – batterie

### Anciens membres
- Katia Aguiar – chant, clavier
- André Surkamp – basse
- Marcos Rübenich – batterie
- Pedro Hahn – batterie
- Rafael Rossatto – guitare
- Sandro Caveira – batterie
- Gisele Figueredo – chant

## Discographie

### Albums studio
- 2000 : Se Sexo é o Que Importa, Só o Rock é Sobre Amor!
- 2002 : Outubro ou Nada
- 2004 : É Preciso Dar Vazão aos Sentimentos
- 2012 : Eles São Assim. E Assim Por Diante
- 2015 : Gilgongo! ou, a Última Transmissão da Rádio Ducher

### EP
- 2001 : Para Onde Voam os Ventiladores de Teto no Inverno?
- 2002 : Exijo Respeito! Quero Viver!
- 2010 : Adeus, Segunda-feira Triste

### DVD
- 2005 : Acústico MTV: Bandas Gaúchas (avec Cachorro Grande, Ultramen et Wander Wildner)

## Distinctions

### Prêmio Açorianos
| Année | Catégorie           | Nommé                              | Résultat   | Réf    |
| ----- | ------------------- | ---------------------------------- | ---------- | ------ |
| 2000  | Concert de pop/rock | Bidê ou Balde                      | Nomination | [ 11 ] |
| 2012  | Album pop           | Eles São Assim. E Assim Por Diante | Nomination | [ 12 ] |